# Cyril Smith
Cyril Smith (Birmingham, 2 januari 1919 – Keswick, 24 november 1962) was een Brits zijspan-motorcoureur die succesvol was in de jaren vijftig.

## Militaire carrière
Cyril Smith meldde zich als vrijwilliger bij het Royal Tank Regiment voor de uitbraak van de Tweede Wereldoorlog. Hij diende de hele oorlog bij het 50th Royal Tank Regiment, dat 95% van zijn tijd in gevecht overzee was. Hij vocht onder generaal Bernard Montgomery in de Tweede Slag bij El Alamein, maakte de Landing op Sicilië en de Italiaanse Veldtocht mee en vocht tegen de communisten in de Griekse Burgeroorlog.
Op 23 maart 1944 werd zijn naam in de London Gazette gepubliceerd als een van de ontvangers van een Eervolle Vermelding in een Dagorder van de Britse strijdkrachten. Toen hij 23 jaar oud was was hij een van de jongste Squadron Quartermaster Sergeants van het Britse leger. Samen met de rest van het 50e Tankregiment werd hij in 1946 in Griekenland gedemobiliseerd. Herinneringen aan zijn diensttijd, waaronder een Ghurka-mes, een geheime lijst van Italiaanse collaborateurs met het Britse leger en honderden foto's werden later aan het Tankmuseum van het Royal Tank Regiment in Bovington (Dorset) geschonken.
Smith had in het leger de bijnaam "Smudge" (vlek) en de Sergeants' Mess (kantine) van B Squadron 50th RTR maakte in september 1943 een gedicht ter ere van hem. Een gedeelte daarvan luidt:

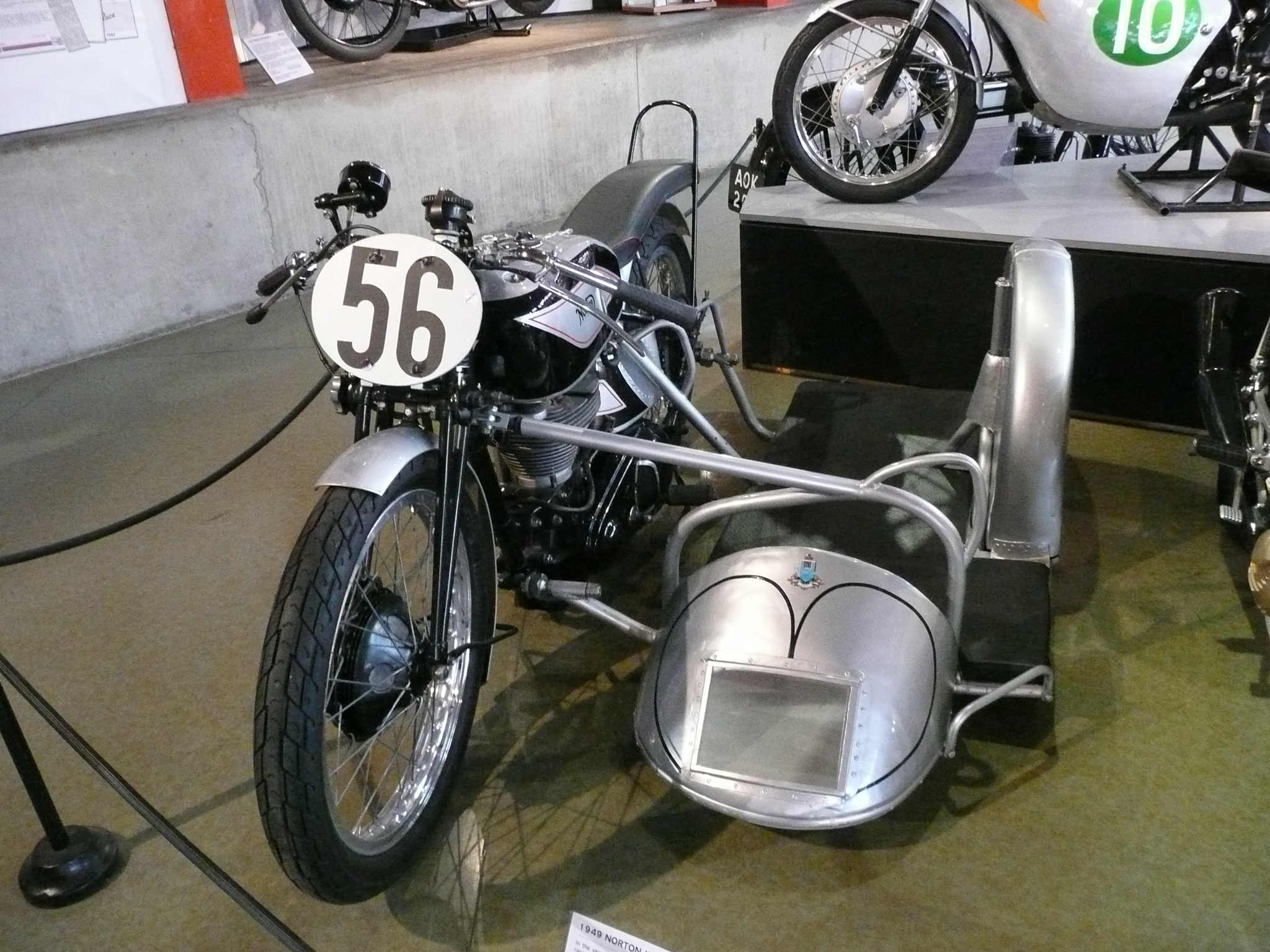
Norton-Watsonian uit 1949

"In times when things have struck us pretty hard,

And "Jerry" pressed down on us with lines of steel,

Fighting tooth & nail & boot, with nothing barred,

Old "Smudge" was there with Faith we all could feel.

When things looked grim & tanks were off the track,

When shot and shell were falling like the rain,

Our "Smudge" comes smiling through from somewhere at the back,

And with his handy hammer, he gets them back again.

The one who pulled us from the mire,

When all we had left was our faith in God

The man who turns out, although still under fire

And smiling still, he quickly does his job."

## Racecarrière
Na de oorlog kreeg Cyril Smith een aanstelling als testrijder bij de Norton-fabriek in Birmingham. Hij ging al snel deelnemen aan grasbaanraces met een zijspancombinatie. Hij werd de eerste Britse grasbaankampioen. In 1949 debuteerde hij als wegracer op Cadwell Park en in 1951 won hij de beroemde Hutchinson 100 op Silverstone.
In 1952 gaf hij zijn baan bij Norton op om professioneel coureur te worden, maar hij kreeg samen met zijn bakkenist Bob Clements een zwaar ongeluk in Mettet. Hij was op tijd hersteld voor de Grand Prix van Zwitserland, waar hij met zijn Norton-Watsonian tweede werd achter de Gilera van Albino Milani en Giuseppe Pizzocri. Eric Oliver, die al drie wereldtitels had, moest het begin van het seizoen door blessures thuisblijven en Smith was een waardige vervanger. Hij finishte alle races op het podium en won zelfs de Grand Prix van Duitsland op de Solitudering. In de GP des Nations in Monza werd Clements eenmalig vervangen door Les Nutt. Cyril Smith/Bob Clements/Les Nutt werden wereldkampioen in 1952.
In 1953 reed Eric Oliver samen met Stanley Dibben, de latere schoonzoon van Cyril Smith. Oliver en Dibben waren bijna niet te kloppen, ze wonnen vier van de vijf GP's en werden wereldkampioen. Cyril Smith en Les Nutt werden vier keer tweede en wonnen de Ulster Grand Prix, waardoor ze tweede in het kampioenschap werden. Dit was het laatste jaar dat de Nortons nog konden domineren. In 1953 eindigden Wilhelm Noll en Fritz Cron met een BMW op de zesde plaats van het kampioenschap, maar in de jaren die volgden zouden de BMW's de hoofdrol in de zijspanklasse over gaan nemen. Cyril Smith bleef het merk Norton echter trouw, tot hij in 1959 zijn racecarrière beëindigde.
In 1954 ruilden Les Nutt en Stanley Dibben van zitje: Nutt ging naar Eric Oliver en Dibben naar Cyril Smith. In dat jaar werd voor het eerst sinds 1924 de Sidecar TT op het eiland Man aan het programma toegevoegd. Hoewel de Britten daarmee voor het eerst een "thuisrace" voor de zijspanrijders hadden, werd het voor Cyril Smith een nachtmerrie: hij zou tot 1959 zes keer starten op Man, maar nooit de finish halen. In 1954 won Eric Oliver de TT, de Ulster Grand Prix en de Grand Prix van België, maar in Duitsland brak hij een arm waardoor hij de rest van het seizoen was uitgeschakeld. Smith en Dibben haalden vijf podiumplaatsen, maar moesten toch Noll en Cron met hun BMW voor laten gaan. Die werden wereldkampioen, Oliver/Nutt werden tweede en Smith/Dibben slechts derde.
In 1955 gingen alle overwinningen al naar BMW's. Smith en Dibben werden nog tweede in Spanje en reden de snelste ronde in België, maar ze werden in het kampioenschap slechts vijfde. Behalve de BMW's van Willi Faust/Karl Remmert, Wilhelm Noll/Fritz Cron en Walter Schneider/Hans Strauß/Manfred Grunwald moesten ze ook nog een Norton-combinatie voor zich dulden: de Belg Jacques Drion met zijn bakkeniste Inge Stoll-Laforge.
In 1956 haalden Smith/Dibben een derde plaats in Assen, maar ze eindigden slechts als zevende in het wereldkampioenschap en in 1957 werd Smith met Dibben en in enkele races met Eric Bliss zesde in de eindstand. In 1958 was Eric Bliss vaste bakkenist van Smith geworden en ze eindigden als vijfde in het kampioenschap, hoewel podiumplaatsen er niet meer in zaten. In 1959 kwamen Smith en Bliss niet meer voor in de eindstand van het wereldkampioenschap, maar wel op die van de Sidecar TT, waar ze uitvielen. Hierna beëindigde Cyril Smith zijn carrière. Eric Bliss zou later nog in de zijspannen van Chris Vincent en Bill Boddice stappen.

## Overlijden
Na 1959 nam Cyril Smith een baan als Service manager bij de motorzaak Cowie's in Stockton-on-Tees. In november 1962 werd hij dood gevonden in een hotelkamer in Keswick, waar hij zelfmoord had gepleegd. Zijn begrafenis in Redcar werd bijgewoond door veel sterren uit de Britse motorwereld. De krans had de vorm van een gestroomlijnde Norton-Watsonian zijspancombinatie.

## Wereldkampioenschap wegrace resultaten
(Races in cursief geven de snelste ronde aan, punten (tussen haakjes) zijn inclusief streepresultaten)
| Jaar | Klasse        | Bakkenist    | Team   | Motorfiets           | 1       | 2       | 3       | 4     | 5       | 6       | 7     | 8     | Punten  | Plaats                                                  | Overwinningen | Wereldkampioenen                                          |
| ---- | ------------- | ------------ | ------ | -------------------- | ------- | ------- | ------- | ----- | ------- | ------- | ----- | ----- | ------- | ------------------------------------------------------- | ------------- | --------------------------------------------------------- |
| 1951 | Zijspanklasse | Bob Onslow   | Privé  | Norton 30M-Watsonian | SPA -   | ZWI -   |         | BEL 4 |         | FRA -   |       | NAT - | 3       | 10e                                                     | 0             | Eric Oliver/ Lorenzo Dobelli, Norton 30M-Watsonian        |
| 1952 | Zijspanklasse | Bob Clements | Norton | Norton 30M-Watsonian | ZWI 2   |         |         | BEL 3 | DUI 1   |         |       |       | 24 (28) | 1e                                                      | 1             | Cyril Smith/ Bob Clements en Les Nutt,                    |
| 1952 | Zijspanklasse | Les Nutt     | Norton | Norton 30M-Watsonian |         |         |         |       |         |         | NAT 2 | SPA 2 | 24 (28) | 1e                                                      | 1             | Cyril Smith/ Bob Clements en Les Nutt,                    |
| 1953 | Zijspanklasse | Les Nutt     | Norton | Norton 30M-Watsonian |         |         | BEL 2   |       | FRA 2   | ULS 1   | ZWI 2 | NAT 2 | 26 (32) | 2e                                                      | 1             | Eric Oliver/ Stanley Dibben, Norton Silver Fish-Watsonian |
| 1954 | Zijspanklasse | Stan Dibben  | Norton | Norton 30M-Watsonian |         | IOM DNF | ULS 2   | BEL 3 |         | DUI 3   | ZWI 2 | NAT 2 | 22 (26) | 3e                                                      | 0             | Wilhelm Noll/ Fritz Cron, BMW RS 54-Steib                 |
| 1955 | Zijspanklasse | Stan Dibben  | Privé  | Norton 30M-Watsonian | SPA 2   |         | IOM DNF | DUI - | BEL DNF | NED DNF |       | NAT - | 6       | 5e                                                      | 0             | Willi Faust/ Karl Remmert, BMW RS 54-Steib                |
| 1956 | Zijspanklasse | Stan Dibben  | Privé  | Norton 30M-Watsonian | IOM DNF | NED 3   | BEL DNF | DUI 5 | ULS DNF | NAT -   |       |       | 6       | 7e                                                      | 0             | Wilhelm Noll/ Fritz Cron, BMW RS 54-Steib                 |
| 1957 | Zijspanklasse | Stan Dibben  | Privé  | Norton 30M-Watsonian | DUI 6   |         | NED DNF | BEL - |         |         | 7     | 6e    | 0       | Fritz Hillebrand (†)/ Manfred Grunwald, BMW RS 54-Steib |               |                                                           |
| 1957 | Zijspanklasse | Eric Bliss   | Privé  | Norton 30M-Watsonian |         | IOM DNF |         |       |         | NAT 2   | 7     | 6e    | 0       | Fritz Hillebrand (†)/ Manfred Grunwald, BMW RS 54-Steib |               |                                                           |
| 1958 | Zijspanklasse | Eric Bliss   | Privé  | Norton 30M-Watsonian | IOM DNF | NED 4   | BEL 4   | DUI - |         |         |       |       | 6       | 5e                                                      | 0             | Walter Schneider/ Hans Strauß, BMW RS 54-Steib            |
| 1959 | Zijspanklasse | Eric Bliss   | Privé  | Norton 30M-Watsonian | FRA -   | IOM DNF | DUI -   | NED - | BEL -   |         |       |       | 0       | -                                                       | 0             | Walter Schneider/ Hans Strauß, BMW RS 54-Steib            |